# Sân bóng Trung Bộ châu Mỹ

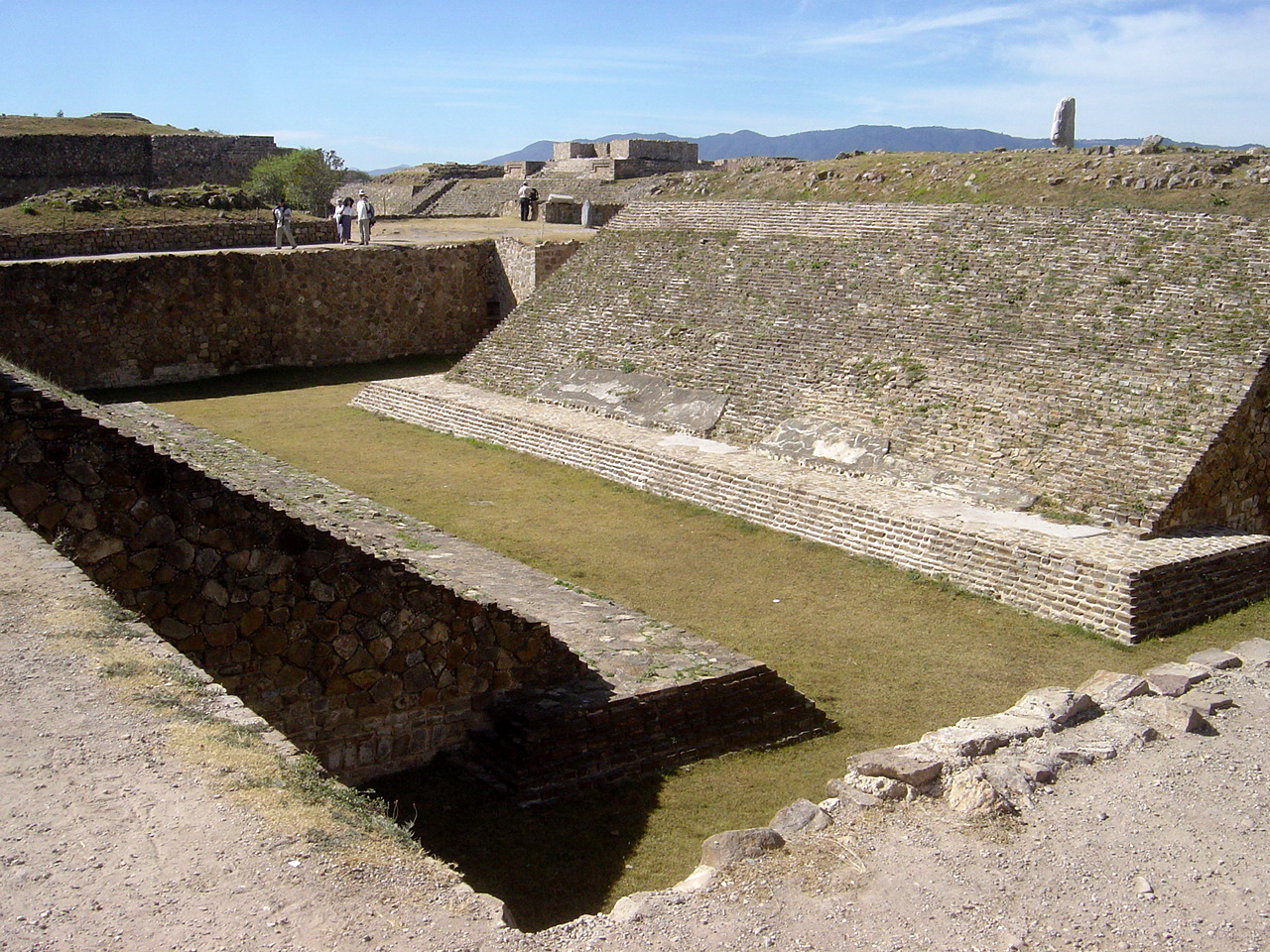
Ballgame court at Monte Albán

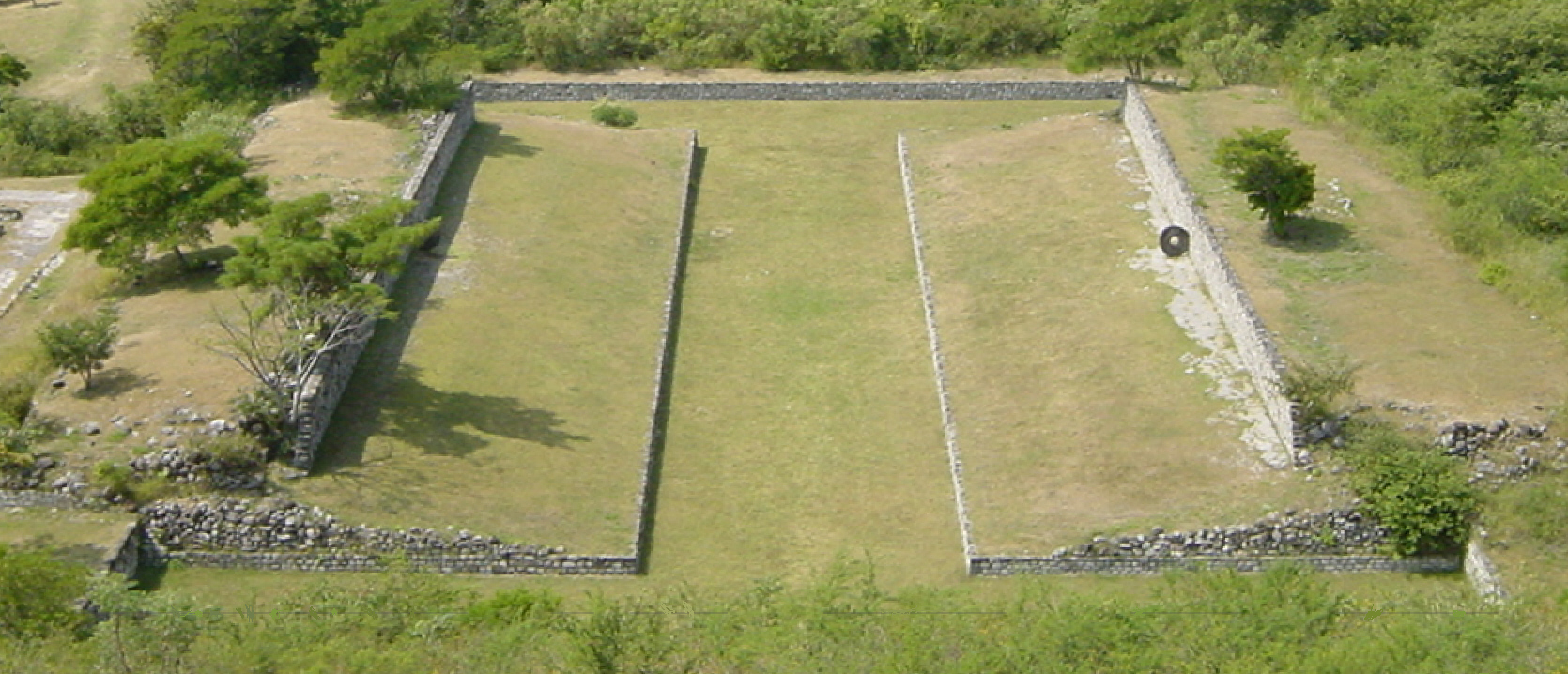
One of the ballcourts at Xochicalco. Note the characteristic -shape, as well as the rings set above the apron at center court. The setting sun of the equinox shines through the ring.

Sân bóng Trung Bộ châu Mỹ là một cấu trúc xây dựng lớn thuộc loại khuôn được sử dụng ở Trung Bộ châu Mỹ trong hơn 2.700 năm để chơi trò chơi bóng Trung Mỹ, đặc biệt là phiên bản hip-ball của trò chơi này.
Sân bóng cũng được sử dụng cho các chức năng khác. Cổ vật được tìm thấy từ miền tây Mexico cho thấy các quả bóng cũng được sử dụng cho các nỗ lực thể thao khác, bao gồm cả những gì được cho là một trận đấu vật. Người ta còn biết đến thông qua các cuộc khai quật khảo cổ học rằng các sân bóng là nơi tổ chức các bữa tiệc xa hoa, mặc dù việc này được tiến hành trong bối cảnh của một trận bóng hay vì một sự kiện khác là điều hoàn toàn chưa được biết đến. Vị trí của các sân bóng nổi bật nhất trong các khu vực linh thiêng của các thành phố và thị trấn, cũng như các mỏ vàng mã được tìm thấy chôn ở đây, chứng tỏ rằng sân bóng là nơi của trung tâm và nghi lễ.

## Thư viện ảnh

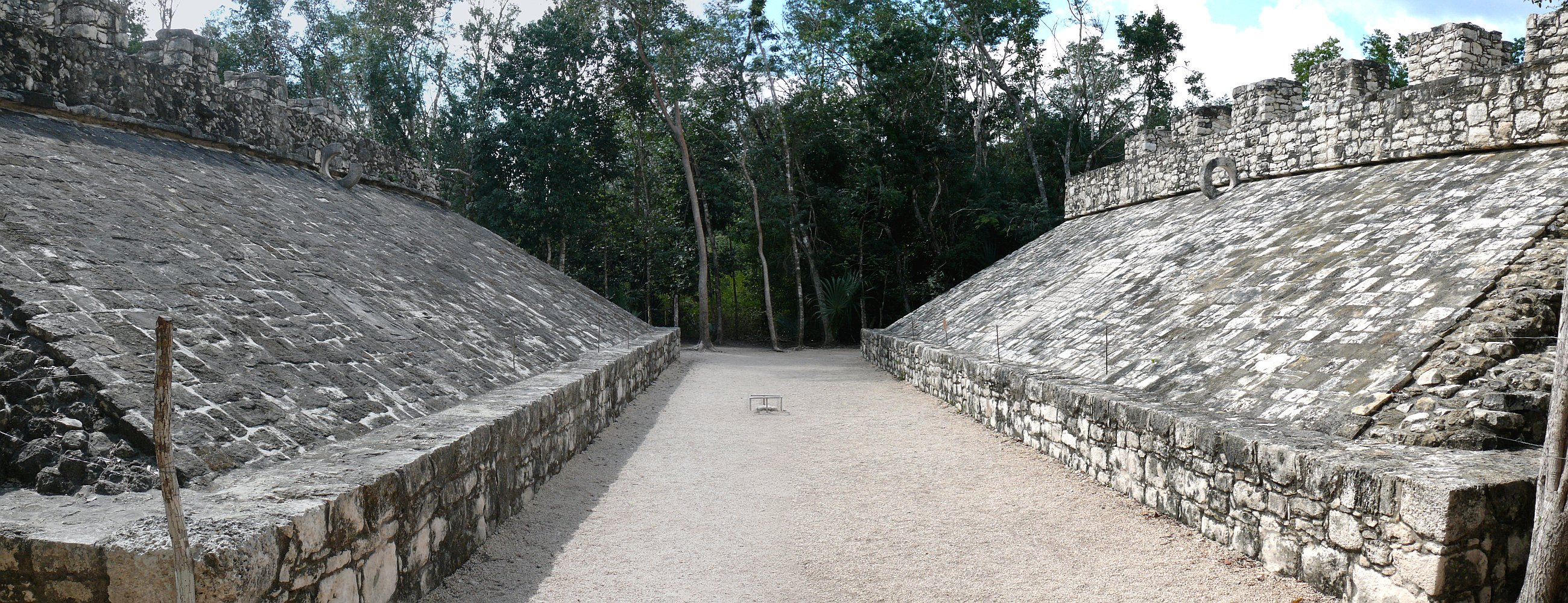
One of two Mesoamerican ballgame courts at Cobá
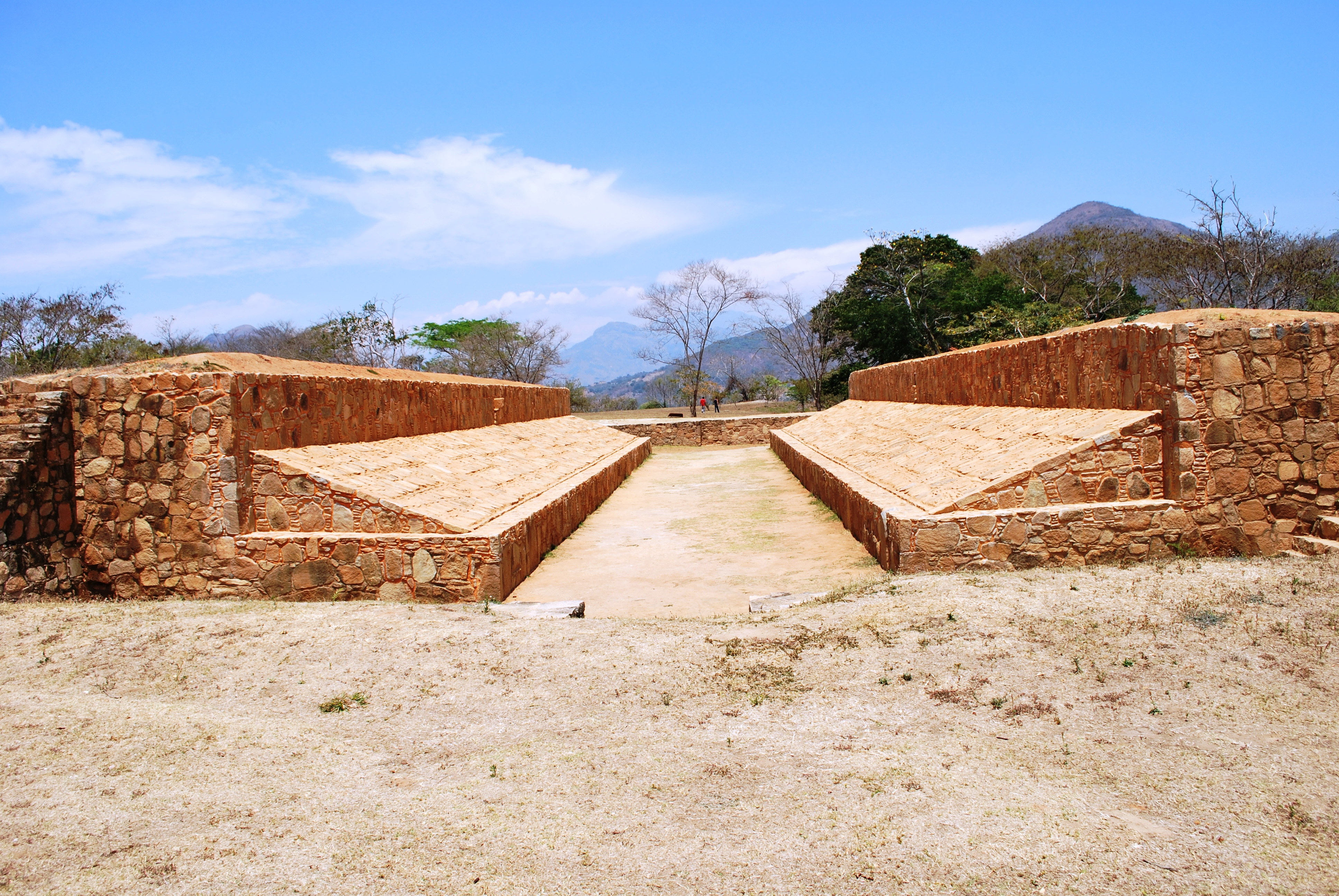
The Tehuacalco Mesoamerican ball court
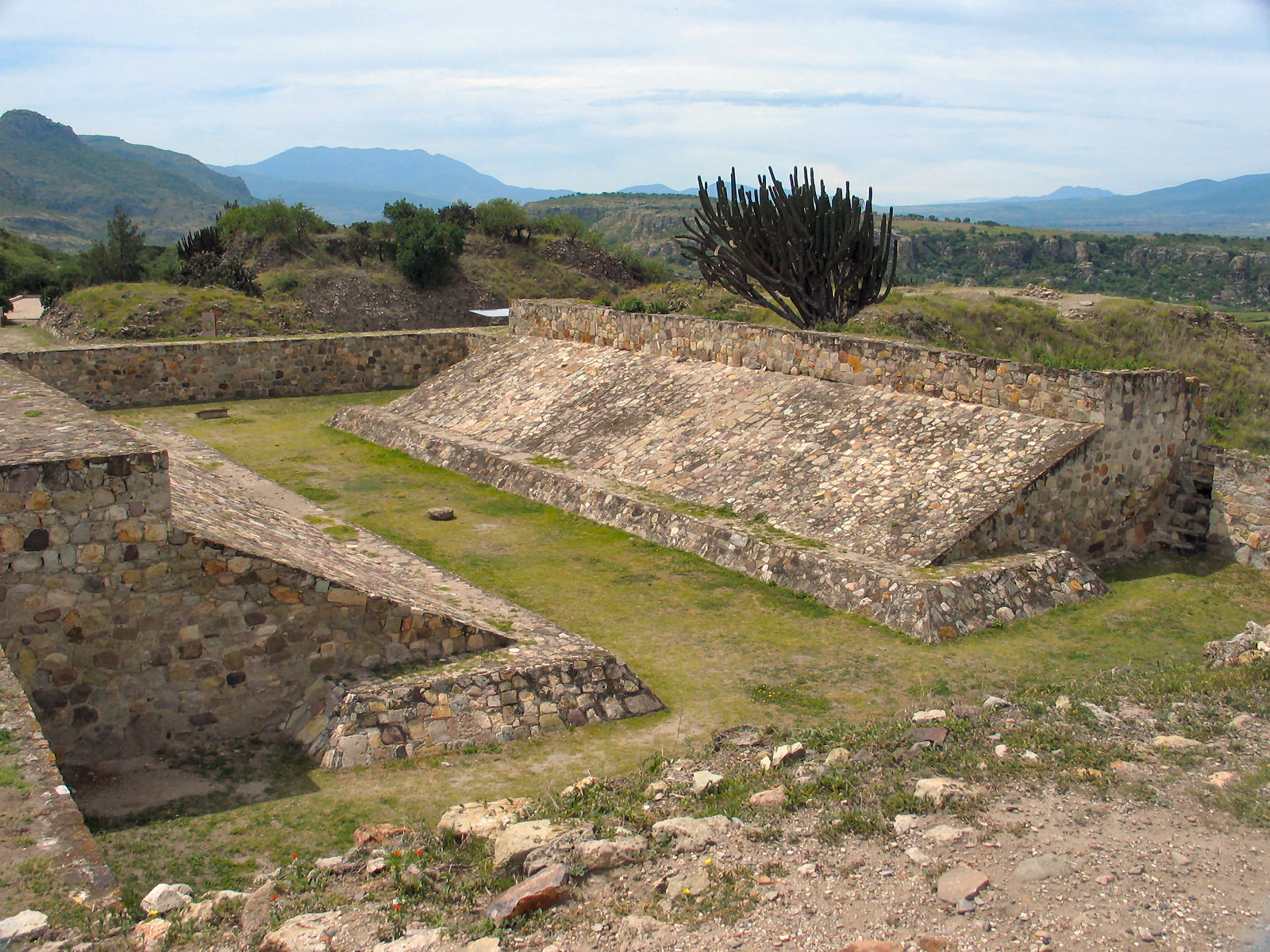
Yagul Ball Court
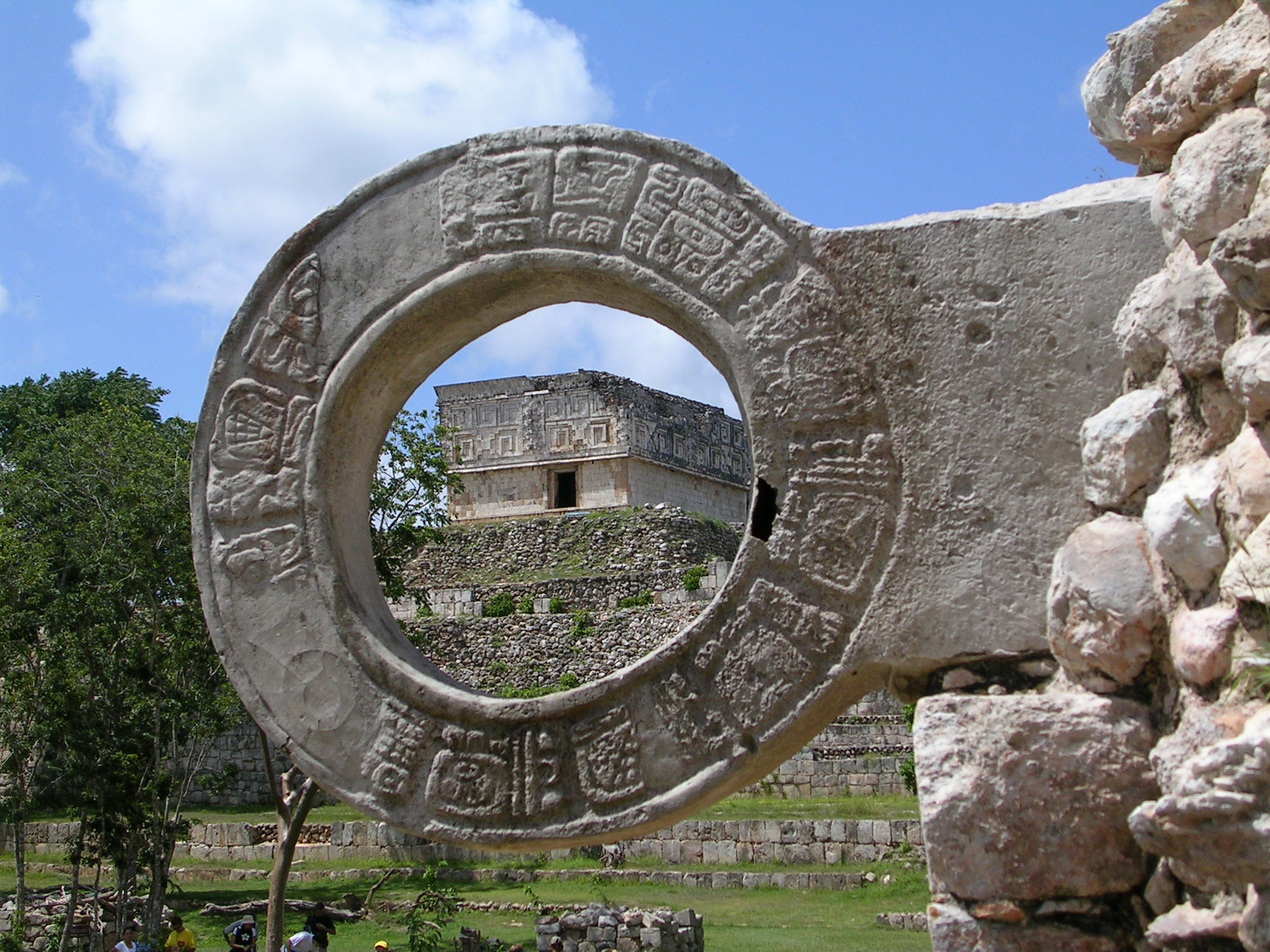
poc-ta-tok field, Mexico